# Nesomyinae
Chuột Malagasy (Danh pháp khoa học: Nesomyinae) là một phân họ của họ chuột Nesomyinae. Những con chuột trong họ này là loài bản địa của hệ động vật Madagascar. CHúng có mối quan hệ gần gũi với các loài chuột ơ châu Phi đại lục 
Nesomyinae chứa 9 chi với 27 loài.

## Phân loài
Phân họ Nesomyinae - Chuột Malagasy
- Chi Brachytarsomys - Chuột đuôi trắng Malagasy
  - Brachytarsomys albicauda
  - Brachytarsomys mahajambaensis (tuyệt chủng)
  - Brachytarsomys villosa
- Chi Brachyuromys - Chuột đuôi ngắn Malagasy 
  - Brachyuromys betsileoensis - Chuột đuôi ngắn Betsileo
  - Brachyuromys ramirohitra -Chuột đuôi ngắn Gregarious
- Chi Eliurus
  - Eliurus antsingy
  - Eliurus carletoni
  - Eliurus ellermani
  - Eliurus danieli
  - Eliurus grandidieri
  - Eliurus majori
  - Eliurus minor
  - Eliurus myoxinus
  - Eliurus penicillatus
  - Eliurus petteri
  - Eliurus tanala
  - Eliurus webbi
- CHi Gymnuromys
  - Gymnuromys roberti
- Chi Hypogeomys
  - Hypogeomys antimena -Chuột khổng lồ Malagasy
  - Hypogeomys australis (tuyệt chủng)
- Chi Macrotarsomys - Chuột nhắt chân to
  - Macrotarsomys bastardi
  - Macrotarsomys ingens
  - Macrotarsomys petteri
- Chi Monticolomys
  - Monticolomys koopmani
- Chi Nesomys
  - Nesomys audeberti
  - Nesomys lambertoni
  - Nesomys narindaensis (tuyệt chủng)
  - Nesomys rufus
- Chi Voalavo
  - Voalavo antsahabensis
  - Voalavo gymnocaudus